# Vice caché (roman)
Vice caché (titre original : Inherent Vice) est un roman de Thomas Pynchon publié en 2009. Il a été adapté au cinéma en 2014 par Paul Thomas Anderson. Il a été traduit en français aux éditions du Seuil en 2010 par Nicolas Richard.

## Résumé
Los Angeles, 1970. Shasta Fay, l'ancienne petite amie du détective Larry "Doc" Sportello, désormais amante avec le milliardaire Mickey Wolfman lui demande de l'aider à le protéger d'un complot de sa femme et de son amant respectif. Sportello se retrouve accusé de meurtre lors d'un incident impliquant la disparition de Mickey Wolfman. Bigfoot Bjornsen, un flic coriace lié au passé de Larry passe son temps à l'interroger. Sportello se rend à Las Vegas où une mystérieuse cliente lui demande de l'accompagner pour retrouver son ex-amant qui s'avère être un témoin clé de l'accident lié a la disparition de Wolfman. Il se pose alors la question de savoir si Mickey Wolfman n'a pas orchestré sa propre disparition avec l'aide d'agents fédéraux. De retour à Los Angeles, Shasta réapparait dans la vie de Larry, et divers rebondissements le mènent sur la piste d'un tueur a gages travaillant pour Vigilante California, une organisation secrète de patriotes liée au LAPD, tueur ayant de curieux liens avec la disparition de l'ancien partenaire de Bigfoot. Un enchainement de circonstances qui mènera a un final confrontant le policier en deuil Bigfoot, Vigilante california, une organisation de trafic de drogue international appelée le Golden Fang, et un joueur de saxophone ancien camé devenu un agent de COINTELPRO qui veut retrouver sa liberté et sa famille - et Larry Sportello, detective stoner paranoïaque qui se retrouvera malgré lui a dénouer tout ce chaos sans que cela ne change rien a son quotidien.

## Adaptation au cinéma
En 2011, le cinéaste Paul Thomas Anderson annonce qu'il va adapter le roman avec Joaquin Phoenix dans le rôle du détective. Le film Inherent Vice est produit par Warner Bros. et il est sorti le 4 mars 2015 en France.